# Episodi di Cumbia Ninja (terza stagione)
La terza e ultima stagione della serie televisiva Cumbia Ninja è stata trasmessa nell'America Latina per la prima volta dall'emittente Fox dal 29 ottobre al 17 dicembre 2015. Sempre a partire dallo stesso giorno è stata resa interamente disponibile sulla piattaforma di streaming on demand Fox Play.
In Italia, la stagione è andata in onda sul canale satellitare Fox dal 28 giugno al 20 settembre 2016.
| nº | Titolo originale            | Titolo italiano              | Prima TV America Latina | Prima TV Italia   |
| -- | --------------------------- | ---------------------------- | ----------------------- | ----------------- |
| 1  | Fuera de Foco               | Fuori fuoco                  | 29 ottobre 2015         | 28 giugno 2016    |
| 2  | La Certeza tiene tu nombre  | La certezza ha il tuo nome   | 29 ottobre 2015         | 5 luglio 2016     |
| 3  | Huella y Linaje             | Impronta e lignaggio         | 5 novembre 2015         | 12 luglio 2016    |
| 4  | Las Manos en el Fuego       | La mano sul fuoco            | 5 novembre 2015         | 19 luglio 2016    |
| 5  | Ni una Luz en Rojo          | Neanche un semaforo rosso    | 12 novembre 2015        | 26 luglio 2016    |
| 6  | Pasado Editado              | Il passato è editato         | 12 novembre 2015        | 2 agosto 2016     |
| 7  | Despojos                    | Resti                        | 19 novembre 2015        | 9 agosto 2016     |
| 8  | Cae el Telón                | Cala il sipario              | 19 novembre 2015        | 16 agosto 2016    |
| 9  | Clandestino                 | Clandestino                  | 26 novembre 2015        | 23 agosto 2016    |
| 10 | Verdades que Mejor No       | Le verità non dette          | 26 novembre 2015        | 23 agosto 2016    |
| 11 | Ya es Tarde                 | Ormai è tardi                | 3 dicembre 2015         | 6 settembre 2016  |
| 12 | Obediente como Perro        | Ubbidiente come un cagnolino | 3 dicembre 2015         | 6 settembre 2016  |
| 13 | Que el Mundo se Venga Abajo | Che crolli il mondo          | 10 dicembre 2015        | 13 settembre 2016 |
| 14 | Soltar                      | Impara a lasciare            | 10 dicembre 2015        | 13 settembre 2016 |
| 15 | Efecto Mariposa             | Effetto farfalla             | 17 dicembre 2015        | 20 settembre 2016 |
| 16 | Cenizas Quedan              | Rimane la cenere             | 17 dicembre 2015        | 20 settembre 2016 |